# Kärlek & anarki
Kärlek & anarki är en svensk romantisk dramakomediserie skapad av Lisa Langseth som hade premiär på Netflix den 4 november 2020. Serien är skriven av Langseth och Alex Haridi och består av åtta avsnitt. I rollerna syns bland andra Ida Engvoll, Björn Mosten och Björn Kjellman. Detta är den andra svenska originalserien på Netflix, efter Störst av allt som hade premiär 2019. Den är producerad av FLX som även producerade Störst av allt. I mars 2021 meddelade Netflix att en andra säsong skulle spelas in. Den andra säsongen släpptes av Netflix våren 2022 och fick blandade recensioner. Ett antal kända kulturprofiler gjorde inhopp i serien där de spelade sig själva.

## Handling
Serien kretsar kring konsulten Sofie som har i uppdrag att modernisera ett gammalt anrikt bokförlag. På bokförlaget träffar hon den yngre it-teknikern Max, och en oväntad utmaningslek tar vid.

## Rollista  i urval
- Ida Engvoll – Sofie Rydman
- Björn Mosten – Max Järvi
- Johannes Bah Kuhnke – Johan Rydman
- Gizem Erdogan – Denise Konar
- Björn Kjellman – Ronny Johansson
- Reine Brynolfsson – Friedrich Jägerstedt
- Carla Sehn – Caroline Dahl
- Malin Levanon – Pernilla, Max mamma
- Fredrik Hammar – Göran, Pernillas partner
- Lars Väringer – Lars Fagerström
- Ejke Blomberg – Alex Ulyanov
- Elsa Ageman Reiland – Isabell Rydman
- Benjamin Shaps – Frank Rydman
- Ruben Lopez – Tom Rosén
- Disa Östrand – Tove-Lee Ljungström
- Karin Bertling – Gertrud Hausberg
- Bengt C.W. Carlsson – Claes Fritjofsson
- Lisette Pagler – Michelle Krauss
- Mira Eklund – Nellie Johansson
- Lena Endre – sig själv
- Stefan Lindberg – sig själv
- Åsa Beckman – sig själv